# 아르튀르 루리에

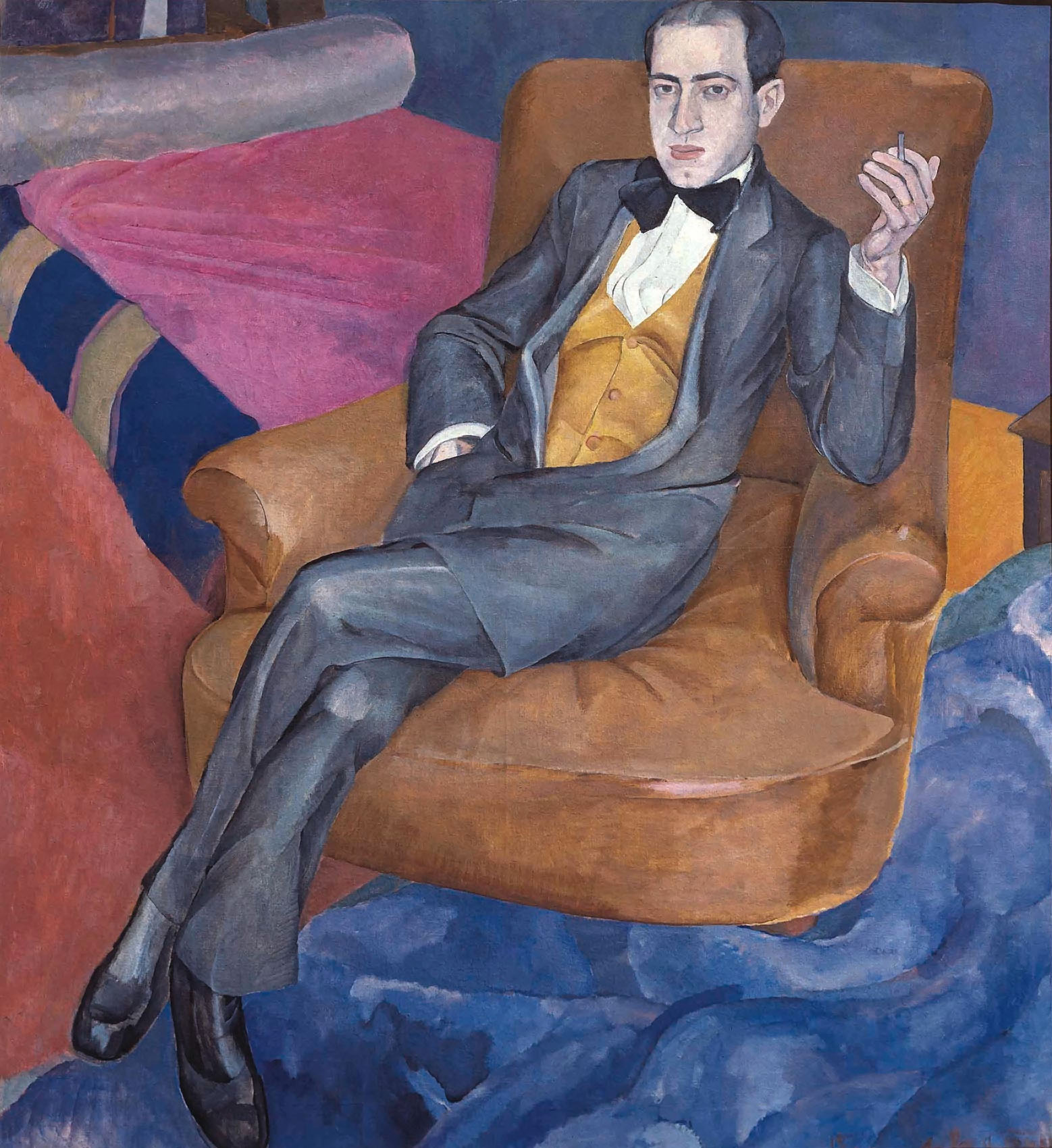
아르투르 루리에

아르튀르 뱅상 루리에(프랑스어: Arthur Vincent Lourié, 러시아어: Артур Винцент Лурье, 1892년 5월 14일 ~ 1966년 10월 12일)는 러시아의 작곡가이다. 본명은 아르투르 세르게예비치 루리에(러시아어: Артур Сергеевич Лурье). 1920년대에는 명실공히 소련 악단에서 지도적 작곡가 중 한 명이었으며, 스크라빈 후에 전위음악의 가능성을 추구했다. 나중에 독일, 프랑스, 미국으로 망명하여, 스트라빈스키의 영향 밑에서 신고전주의 음악의 신봉자가 되었다. 프랑스 시대에 가톨릭으로 귀의하고, 후반생에는 아르튀르 뱅상 루리에(Arthur-Vincent Lourié)라고 이름지었다. 대표작이자 초창기의 그래픽 스코어 중 하나라고 불리는 《공중의 형태 Formes en l'Air 》가 파블로 피카소에게 헌정되어 있었던 것처럼, 루리에는 동시대의 미술에 통효했으며, 개종 후의 미들네임 「뱅상 Vincent」은 고흐의 세례명에서 따온 것이다.

## 재평가
작곡가의 사후, 거의 사반세기에 걸쳐 그 이름과 작품이 잊혀져 왔으나, 기돈 크레머에 의해 널리 알려지며, 독일과 이탈리아, 페레스트로이카 시대의 소련에서 《공중의 형태》의 부활 연주가 잇따랐다. 이제까지 몇 개의 피아노곡과 성악곡, 실내음악이 러시아와 유럽에서 녹음된 것 외에도 《공중의 형태》의 출판보가 복각되고 있다.

## 같이 보기
- 러시아 아방가르드
- 알렉산더 모솔로프